# 大壩祠堂
大壩祠堂位於重慶市酉陽縣南腰界鄉大壩村南300米，文物遺址年代為清代，2009年12月15日列為第二批重慶市文物保護單位。